# 馬森冰原島峰
71°31′S 63°27′W / 71.517°S 63.450°W
馬森冰原島峰（英語：Musson Nunatak），是南極洲的冰原島峰，位於帕爾默地，處於傑克遜山以南18公里，美國地質調查局在1974年繪入地圖，現時由南極條約體系管理。